# Hans-Georg Jaunich
Hans-Georg Jaunich, nemški rokometaš, * 18. oktober 1951, Schwaan.
Leta 1980 je na poletnih olimpijskih igrah v Moskvi v sestavi vzhodnonemške rokometne reprezentance osvojil zlato olimpijsko medaljo.